# Tratado Provisional de Lisboa
Tratado de Lisboa (1681) Em 1681 era assinado o Tratado Provisional ou de Lisboa entre Portugal e Espanha, pelo qual os espanhóis reconheciam a posse portuguesa da colônia de Sacramento, localizada no Rio da Prata (atualmente, Uruguai). Sacramento, havia sido fundada por Portugal, em 1680, no entanto foi invadida, posteriormente, pelos povos espanhóis. Em 1687 a Espanha procurou reforçar seu posicionamento no Prata, fundando os Sete Povos das Missões, 7 núcleos de povoamento, nos quais havia jesuítas espanhóis e índios guaranis, que serviam de barreira humana para o avanço português. Em 1750, o Tratado de Madrid anulou as relações de posse dessas regiões estabelecidas pelo Tratado de Lisboa e, através do princípio do "uti possidetis", oficializou uma troca, na qual Portugal passou a conquistar, oficialmente, Os 7 Povos e a Espanha, por sua vez, a Colônia de Sacramento. 